# Aegires punctilucens
Aegires punctilucens é uma espécie de molusco pertencente à família Aegiridae.
A autoridade científica da espécie é d'Orbigny, tendo sido descrita no ano de 1837.
Trata-se de uma espécie presente no território português, incluindo a zona económica exclusiva.